# إبراهام بي. ستيفنز
إبراهام بي. ستيفنز هو قاضي وسياسي أمريكي، ولد في 18 فبراير 1796 في نيو سيتي في الولايات المتحدة، وتوفي في 25 نوفمبر 1859 في ناياك في الولايات المتحدة. نشط حزبياً في الحزب الديمقراطي. وقد انتخب عضو مجلس النواب الأمريكي ‏.